# 天主教里穆斯基总教区
天主教里穆斯基總教區（拉丁語：Archidioecesis Sancti Germani）是加拿大一個教省總教區，是該國十八個總教區之一。下轄兩個教區。
總教區位於魁北克東南部下聖勞倫斯地區。2010年教友有147,000人、105個堂區、九十三名司鐸。現任總主教為伯多祿-安德肋·福尼爾。
1867年1月15日升為教區。1946年2月9日升為總教區。